# قشلاق حضرتقلی غلام
قشلاق حضرتقلی غلام یک روستا در ایران است که در استان اردبیل واقع شده‌است. قشلاق حضرتقلی غلام ۷۵ نفر جمعیت دارد.